# 강원 (배우)
강원(1981년 5월 13일 ~ )은 대한민국의 배우이다. 2010년 《괜찮아, 아빠딸》의 은호령 역으로 가장 잘 알려져 있다.

## 출연 작품

### 드라마
- 《학교 4》 (2001)
- 《첫사랑》 (2003) - 고진석 역
- 《괜찮아, 아빠딸》 (2010 ~ 2011) - 은호령 역
- 《21세기 가족》 (2012) - 이동표 역

### 영화
- 《고사: 피의 중간고사》 - 손동혁 역 (2008)

### 연극
- 《온에어》 (2013)

### 뮤지컬
- 《위대한 캣츠비》 (2010)